# Østerport (métro de Copenhague)
Østerport est une station des lignes 3 et 4 du métro de Copenhague située sur la commune de Copenhague. Cette station est en correspondance avec la gare d'Østerport.

## Situation
Østerport est desservie par les lignes 3 et 4 du métro de Copenhague. Cette station souterraine se trouve entre Trianglen et Marmorkirken.

## Histoire
La station Østerport a ouvert au public le 29 septembre 2019 à l'occasion de la mise en service de la ligne 3 du métro de Copenhague.
Elle est également desservie par la ligne 4 du métro du Copenhague depuis sa mise en service le  28 mars 2020.

## Services aux voyageurs

### Intermodalité
La station Østerport est en correspondance avec la gare d'Østerport, desservie par des lignes régionales et nationales, ainsi que par les lignes A, B, Bx, C, E et H du réseau S-tog. La correspondance se fait par l'extérieur.

## À proximité
- Quartier d'Østerbro
- Kastellet
- La Petite Sirène